# Lymantria roseola
Lymantria roseola este o specie de molii din genul Lymantria, familia Lymantriidae, descrisă de Matsumura 1931 Conform Catalogue of Life specia Lymantria roseola nu are subspecii cunoscute.